# Mehmed Baždarević
Mehmed Baždarević (* 28. September 1960 in Višegrad) ist ein ehemaliger jugoslawischer Fußballspieler und bosnischer Fußballtrainer. Von 2014 bis 2017 war er Cheftrainer der bosnisch-herzegowinischen Nationalmannschaft. Bis Februar 2021 trainierte er den französischen Zweitligisten EA Guingamp.

## Karriere
Baždarević begann seine Karriere bei FK Željezničar Sarajevo. In Sarajevo verbrachte er neun Jahre seiner Karriere. In dieser Zeit fiel auch die erste Einberufung in die Nationalmannschaft von Jugoslawien. Der Bosnier gab sein Debüt 1983. Er war im Aufgebot der Jugoslawen zur Fußball-Europameisterschaft 1984 in Frankreich. Er wurde dreimal eingesetzt und Jugoslawien schied in der Gruppenphase aus. Im gleichen Jahr konnte er bei den Olympischen Sommerspielen 1984 in Los Angeles mit der jugoslawischen Auswahl die Bronzemedaille erringen. 1987 wechselte er schließlich nach Frankreich zum FC Sochaux, welchen er bis 1996 die Treue hielt. In dieser Zeit fiel auch die Unabhängigkeit seines Heimatlandes Bosnien und Herzegowina. Er gab sein Debüt für Bosnien-Herzegowina und war Kapitän der Nationalmannschaft in zwei WM-Qualifikationsspielen gegen Griechenland (0:3) und Kroatien (1:4). Von 1996 bis 1998 war er bei Olympique Nîmes unter Vertrag. Danach spielte er noch ein Jahr in der Schweiz bei Étoile Carouge.

### Nach der Spielerkarriere
Nach der aktiven Spielerkarriere wurde er Trainer. Von 2003 bis 2005 trainierte er den französischen Verein FC Istres. 2005 bis 2006 war er Trainer des tunesischen Klubs Étoile Sportive du Sahel. Danach trainierte er noch ein Jahr lang den Al-Wakrah SC, einen Klub aus Katar. Ab 2007 trainierte er Grenoble Foot 38 in der zweiten französischen Liga. Im Anschluss blieb er zwei weitere Jahre, von 2011 bis 2012, in Frankreich, beim FC Sochaux, ehe er dann beim saudischen al-Wakrah SC den Trainerposten übernahm. Ende 2014 wurde Baždarević Trainer der bosnisch-herzegowinischen Nationalmannschaft. Nachdem dem Verpassen der Teilnahme an der Europameisterschaft 2016 in Frankreich sowie der verfehlten Qualifikation für die Weltmeisterschaft 2018 in Russland wurde er entlassen.

## Erfolge
- Sieger UEFA-Juniorenturnier 1979
- Bronzemedaille Olympia 1984
- Kirin Cup 2016